# TechCrunch
TechCrunch es una publicación web en formato blog que trata principalmente sobre iniciativas empresariales, productos y sitios web. Fue fundado  en 2005 por Michael Arrington y Keith Teare. El primer post del blog fue creado el 11 de junio de 2005.
En el ranking de Technorati, el sitio llegó a ocupar el número 2, y llegó a ser su tercer blog favorito. Hasta el 9 de julio de 2009, tenía más de 3 337 000 suscriptores a su feed RSS medidos por la empresa de seguimiento FeedBurner. El 27 de agosto de 2008, TechCrunch desplegó un nuevo diseño de su sitio. El 29 de septiembre de 2010 se anunció que TechCrunch había sido adquirido por AOL. En mayo de 2015, Verizon compra AOL y todas sus actividades de publicación web: Huffington Post, TechCrunch y Engadget por 4,4 mil millones de doláres.
En 2021, Verizon vendió sus activos de medios, incluyendo AOL, Yahoo! y TechCrunch, a la firma de capital privado Apollo Global Management . Apollo los integró en una nueva entidad llamada Yahoo! Inc.

## Historia
TechCrunch fue fundada en junio de 2005 por Archimedes Ventures, liderada por los socios Michael Arrington y Keith Teare .
En 2010, AOL adquirió la empresa por aproximadamente 25 millones de dólares.
En 2013, TechCrunch estaba disponible en inglés, chino (gestionado por la empresa china de noticias tecnológicas TechNode),  y japonés.  TechCrunch Francia se integró al sitio web principal TechCrunch.com en octubre de 2012.  Boundless (anteriormente Verizon Media Japan), la filial japonesa de la empresa matriz de TechCrunch, cerró TechCrunch Japón en mayo de 2022, de acuerdo con su "estrategia global".
Tras la adquisición de AOL y Yahoo por parte de Verizon, TechCrunch fue propiedad de Verizon Media desde 2015 hasta 2021.
En agosto de 2020, el director de operaciones de TechCrunch, Ned Desmond, dimitió tras ocho años en la empresa. Anunció que se incorporaría a la firma de capital riesgo SOSV en diciembre de 2020 como socio operativo sénior.  Su anterior puesto en TechCrunch fue sustituido por Matthew Panzarino,  exeditor jefe, y Joey Hinson, director de operaciones comerciales.
En 2021, Verizon vendió sus activos de medios, incluidos AOL, Yahoo y TechCrunch, a la firma de capital privado Apollo Global Management , y Apollo los integró en una nueva entidad llamada Yahoo! Inc.
Los visitantes mensuales de TechCrunch en septiembre de 2024 fueron 12,12 millones, según datos de SEMRush.
En marzo de 2025, Yahoo! Inc. vendió TechCrunch a la firma de capital privado Regent LP .  Unos meses más tarde, el sitio web cerró sus operaciones europeas.

## Programas
TechCrunch vende anuncios de imagen de 12 000 dólares EE. UU. por mes, con una compra mínima de 2 meses. La organización celebró un evento en vivo, el TechCrunch50, 8-10 de septiembre de 2008 en San Francisco, California.
TechCrunch también dirige Los Premios Europa y es un host de la fundación The Crunchies. The Crunchies recompensan 12 categorías cuyas "Mejora aplicación móvil" y "Mejora start-up del año".

## Críticas
TechCrunch se enfrenta a un alto grado de escrutinio público, y los empleados de la compañía han estado periódicamente acusados de varios conflictos de intereses. Un ejemplo de esto es Oliver Starr, el editor original de MobileCrunch. Starr aparentemente fue despedido por Arrington, presuntamente por un conflicto de intereses derivado del servicio que Starr prestaba como Senior Mobile Anlyst para "The Guidewire Group". Starr afirma que el conflicto deriva en realidad de una disputa con Arrington por pagos adeudados por Starr.